# Bad Laer
Bad Laer település Németországban, azon belül Alsó-Szászország tartományban. Lakosainak száma 9203 fő (2023. december 31.). Bad Laer Glandorf, Sassenberg, Versmold, Bad Rothenfelde, Hilter am Teutoburger Wald és Bad Iburg községekkel határos.

## Népesség
A település népességének változása:
| Lakosok száma | 9144 | 9268 | 9293 | 9264 | 9228 | 9140 | 9221 | 9203 |
|               | 2010 | 2015 | 2016 | 2017 | 2019 | 2021 | 2022 | 2023 |